# Draaiorgel Het Roosje

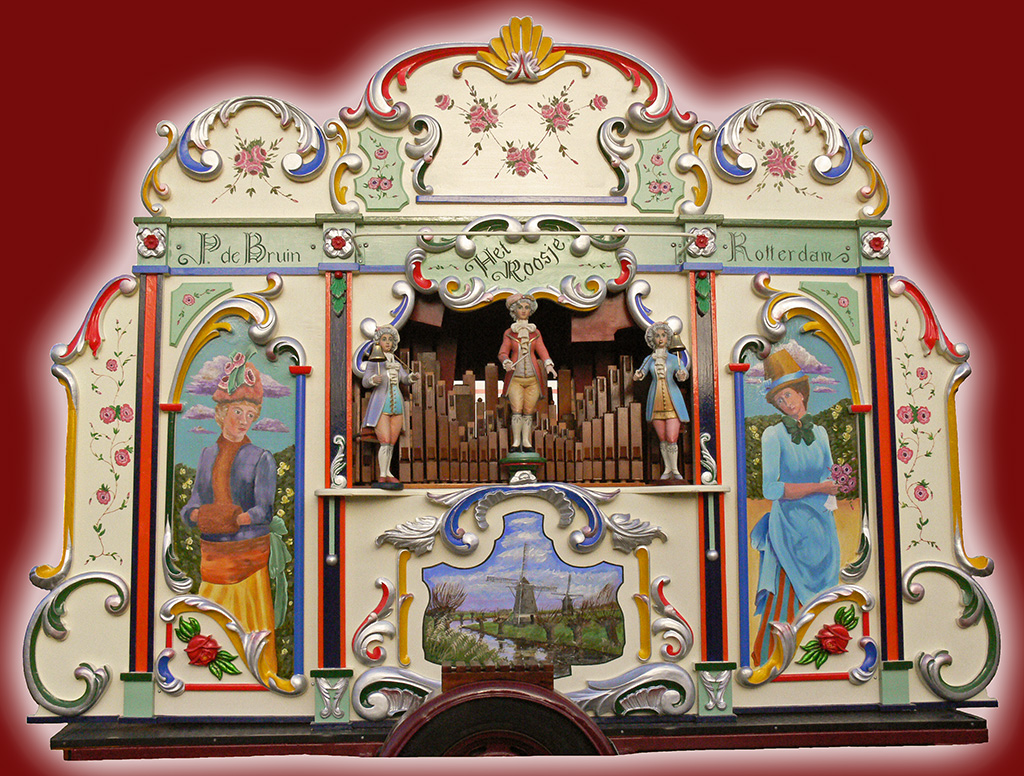
Systeem Limonaire draaiorgel Het Roosje (voormalige de Midinette).

Draaiorgel Het Roosje is een Nederlands straatorgel dat in 2009 werd herbouwd. Het orgel telt 52 toetsen.

## Levensloop
Draaiorgel Het Roosje werd in de jaren 50 door Henk Möhlmann in Amsterdam gemaakt, met pijpen uit oudere draaiorgels. Na jaren uit elkaar gelegen te hebben op de vloer van een vochtige schuur, was het door Cas Hendrickx orgelbouw volledig gerestaureerd, met een nieuw front en kast. Gelukkig was al het oude pijpwerk met veel zorg en werk weer in oude glorie hersteld.
Tussen 2009 en 2013 had het orgel de naam De Midinette, en in de eerste jaren speelde het orgel (in de eigendom van Cas Hendrickx) in diverse steden zoals Venlo, Oss en Dortmund. Daarna werd het orgel verkocht en heeft gedurende 2012 en 2013 in Rotterdam gespeeld bij eigenaar en orgelman Piet de Bruin.
Aan het eind van 2013 ging het orgel naar Engeland met een nieuwe eigenaar. Na kleine onderhoud bij D.R. Burville orgelbouw was de naam gewijzigd naar Het Roosje, omdat de front heeft veel geschilderde rozen, in de stijl van Perlee.

## Dispositie
- Zang (22 toetsen): Bourdon Célèste, Viool Célèste, Tremelo
- Accompagnementen (11 toetsen): Fluit 4', Gedekt 8' en Viool 8'
- Bassen (8 toetsen): Gedekt 16' en Hulpbas 8', Trombone
- Slagwerk : Grote trom, Kleine trom, Bekken, Woodblock